# Fronan
Fronan este o comună din departamentul Katiola, regiunea Hambol, Coasta de Fildeș.